# Europese kampioenschappen tafeltennis 2013
De Europese kampioenschappen tafeltennis 2013 werden gehouden in Schwechat, Oostenrijk van 4 t/m 13 oktober 2013.
Op het tafeltennistoernooi stonden zes onderdelen op het programma:
- Enkelspel mannen. Regerend kampioen was  Timo Boll.
- Enkelspel vrouwen. Regerend kampioen was  Viktoria Pavlovitsj.
- Dubbelspel mannen. Regerend kampioenen waren  Robert Gardos en  Daniel Habesohn.
- Dubbelspel vrouwen. Regerend kampioenen waren  Daniela Dodean en  Elizabeta Samara.
- Landenteams mannen. Regerend kampioen was  Duitsland.
- Landenteams vrouwen. Regerend kampioen was  Nederland.

Er werd geen gemengddubbel gespeeld deze editie.

## Medaillewinnaars
| Onderdeel     | Goud                                                              | Zilver                                                                    | Brons |
| Enkelspel (m) | Dimitrij Ovtcharov                                                | Vladimir Samsonov                                                         | Bastian Steger Panagiotis Gionis |
| Enkelspel (v) | Li Fen                                                            | Shan Xiaona                                                               | Yu Fu Han Ying |
| Dubbel (m)    | Tan Ruiwu Wang Zengyi                                             | Robert Gardos Daniel Habesohn                                             | He Zhiwen Carlos Machado Tiago Apolónia João Monteiro                                                                                           |
| Dubbel (v)    | Petrissa Solja Sabine Winter                                      | Shan Xiaona Zhenqi Barthel                                                | Sara Ramírez Shen Yanfei Galia Dvorak Matilda Ekholm                                                                                            |
| Team (m)      | Duitsland Patrick Baum Patrick Franziska Dimitrij Ovtcharov       | Griekenland Panagiotis Gionis Kalinikos Kreanga Konstantinos Papageorgiou | Rusland Aleksandr Sjibajev Kirill Skatsjkov Aleksej Smirnov Wit-Rusland Pavel Platonov Vladimir Samsonov Jevgeni Stjetenin                      |
| Team (v)      | Duitsland Han Ying Shan Xiaona Kristin Silbereisen Petrissa Solja | Roemenië Daniela Dodean Elizabeta Samara Bernadette Szőcs                 | Rusland Polina Michajlova Jana Noskova Anna Tichomirova Jelena Trosjnjova Tsjechië Dana Čechová Hana Matelová Renáta Štrbíková Iveta Vacenovská |

## Medaillespiegel
Dubbelparen uit verschillende landen gelden ieder als 0,5.
| Plaats | Land        | Goud | Zilver | Brons | Totaal |
| 1      | Duitsland   | 4    | 2      | 2     | 8      |
| 2      | Zweden      | 1    | 0      | 0,5   | 1,5    |
| 3      | Kroatië     | 0,5  | 0      | 0     | 0,5    |
| 3      | Polen       | 0,5  | 0      | 0     | 0,5    |
| 5      | Griekenland | 0    | 1      | 1     | 2      |
| 5      | Wit-Rusland | 0    | 1      | 1     | 2      |
| 7      | Oostenrijk  | 0    | 1      | 0     | 1      |
| 7      | Roemenië    | 0    | 1      | 0     | 1      |
| 9      | Spanje      | 0    | 0      | 2,5   | 2,5    |
| 10     | Portugal    | 0    | 0      | 2     | 2      |
| 10     | Rusland     | 0    | 0      | 2     | 2      |
| 12     | Tsjechië    | 0    | 0      | 1     | 1      |
| Totaal | Totaal      | 6    | 6      | 12    | 24     |